# Cal Ceba (Avià)
Cal Ceba és una masia del municipi d'Avià, al Baix Berguedà. El 1983 fou catalogada com a patrimoni cultural per la Generalitat de Catalunya amb el número d'inventari 3026. Cal Ceba està catalogat amb el número d'element 08011/65 al mapa de patrimoni cultural de la Diputació de Barcelona.

## Situació geogràfica i masies properes
Cal Ceba està situat a la carretera entre Cal Rosal i Graugés, al municipi d'Avià. Està situat a pocs quilòmetres dels nuclis esmentats i les masies veïnes són La Baga, Carbonells i la Casanova de Montorsí.

## Descripció i característiques
Cal Ceba és una masia que té una estructura de planta baixa i dos pisos superiors. Té una coberta a dues aigües amb teula àrab i que té un carener perpendicular a la façana. El seu parament està fet a base de pedres irregulars ajuntades amb morter i maó a les zones més destacades. El fet que hi hagi diversos materials de construcció demostra que la masia s'ha construït en èpoques diferents. La casa té moltes obertures. La porta d'entrada està a la façana de ponent, però a la de migdia hi ha una finestra de dos arcs de mig punt units. Al damunt d'aquesta, al pis superior, hi ha un gran arc escarser i altres obertures més petites. Hi ha una pallissa adossada a la masia.
A Cal Ceba encara s'hi poden veure parts de la primera construcció que havia estat feta amb tàpia. La casa està envoltada per una conjunt de coberts.

## Història
Cal Ceba ostenta els mateixos propietaris des de fa cinc generacions. Aquests conserven documentació en paper des de mitjans del Segle XIX. Els més destacats són els capítols matrimonials (1871, 1876, 1904, 1934 i 1956) i cartes de pagaments al consistori avianès.
Cal Ceba es va construir a la mateixa època que altres masies de l'entorn, com la de Carbonells, que també estan dedicades a l'explotació agrícola. El 1856 Cal Ceba apareix esmentada per primera vegada en el document Registro de las casas de campo y aforados de guerra, que es conserva a l'Arxiu Comarcal del Berguedà. En aquest, consta que el seu propietari és Ramon Rafart.